# بنجامین هورنیگلد
 کاپیتان بنجامین هورنیگولد (۱۶۸۰-۱۷۱۹) یک دزد دریایی انگلیسی بود که در اواخر دوران طلایی دزدان دریایی می‌زیست. 
هورنیگولد در اواخر قرن هفدهم میلادی، در انگلستان متولد شد و دزدی دریایی را از سال ۱۷۱۳ با حمله به کشتی‌های بازرگانی در باهاماآغاز نمود. وی یکی از پایه‌گذار جمهوری دزدان دریایی در ناسائو بود و تا سال ۱۷۱۷ یکی از مسلح‌ترین کشتی‌های منطقه را به نام رنجر فرماندهی می‌کرد. در همین حین ادوارد تتچ که در تاریخ با عنوان ریش‌سیاه شهرت دارد، او را به عنوان دست راست خود منصوب کرد. او در طول دوران حرفه‌ای خود هرگز به کشتی‌های تحت هدایت انگلستان حمله نکرد، اما سرانجام خدمه‌ی وی از این طرز فکر خسته شدند و هورنیگولد را به عنوان کاپیتان خود انتخاب کردند. در دسامبر ۱۷۱۸، هورنیگولد عفو سطلنتی را در قبال جنایاتش پذیرفت و یک شکارچی دزدان دریایی شد و به همراه فرماندار باهاما، وودز راجرز، متحدان سابق خود را دنبال کرد. وی هنگامی که کشتی‌اش در سال ۱۷۱۹ میان یک طوفان به یک صخره برخورد کرد، در اسپانیای نو کشته شد. 

## در آثار فرهنگی
- استیسی کیچ در مینی‌سریال ریش‌سیاه که در سال ۲۰۰۶ پخش می‌شد، نقش هورنیگولد را بازی کرد. [۱]
- در بازی ویدیویی اساسینز کرید ۴: پرچم سیاه اثر سال ۲۰۱۳، هارنیگولد به عنوان یک شخصیت غیرقابل کنترل ظاهر شد[۲] و اد استوپارد به جای او صداگذاری نمود.[۳]
- او در سریال بادبان‌های سیاه که از شبکه‌ی استارز پخش می‌گردد توسط پاتریک لیستر به تصویر کشیده شده است. [۴]